# ヴァズーザ川
ヴァズーザ川（ヴァズーザがわ、ヴァズザ川（ヴァズザがわ）、ロシア語: Вазу́за, ラテン文字表記: Vazuza）は、ロシアのスモレンスク州からトヴェリ州へ流れる河川で、ヴォルガ川上流の右支流である。長さ162キロメートル、流域面積は7,120平方キロメートル。
スモレンスク高地の北を水源としており、下流にはダムが設けられ、77キロメートルにわたり広がるヴァズーザ貯水湖になっている。川沿いの主な町にはスモレンスク州のスィチョーフカ、トヴェリ州のズブツォフがある。ズブツォフでヴォルガ川とヴァズーザ川は合流している。

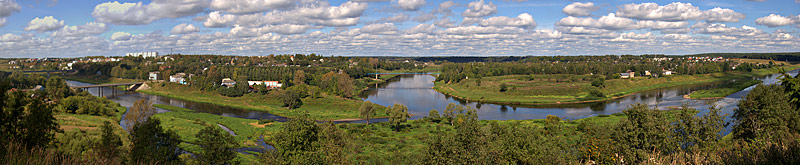
ヴァズーザ川とヴォルガ川の合流点。左がヴァズーザ川